# Vingspegel

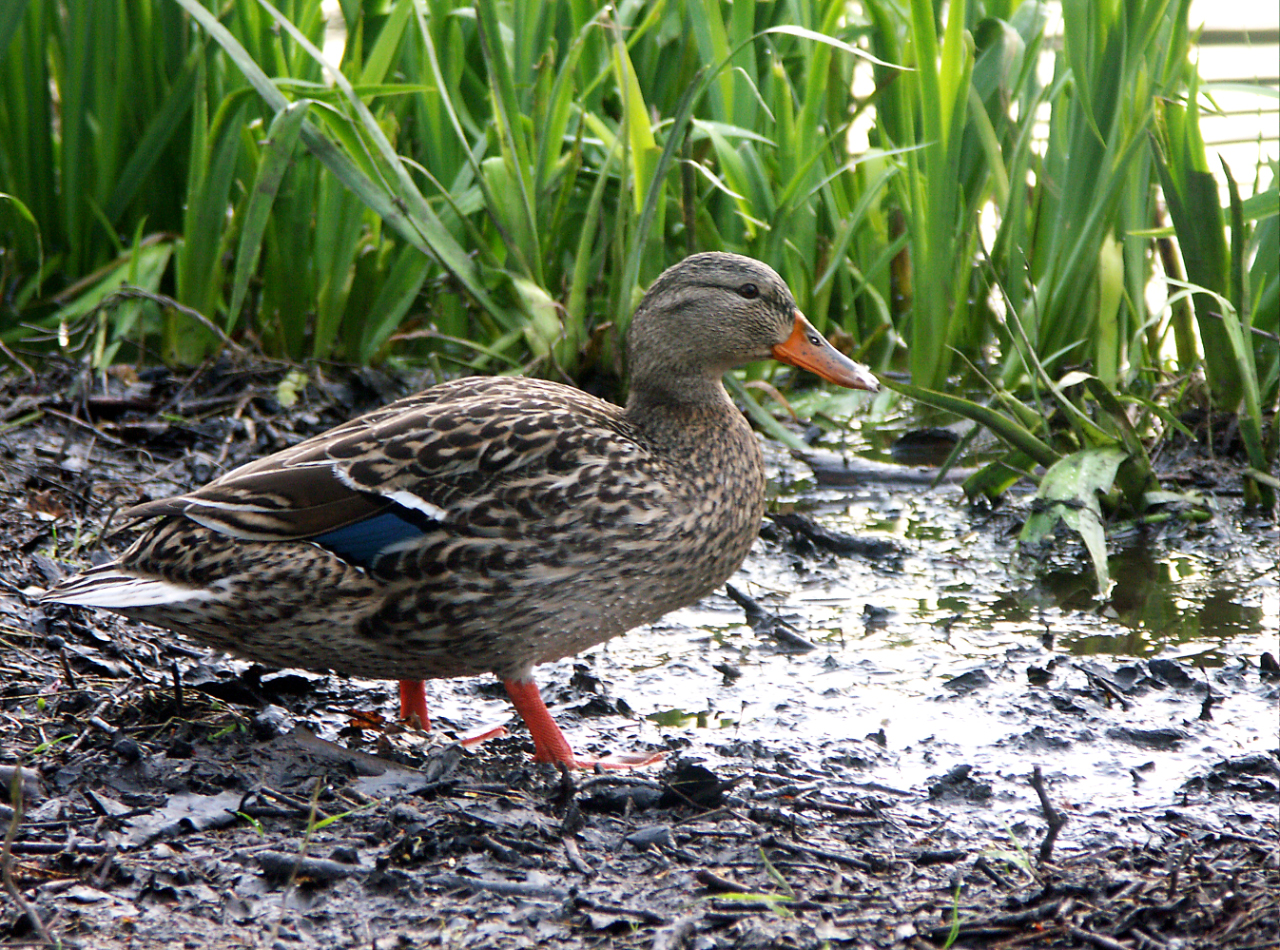
En gräsandshonas vingspegel är vitkantat blå.

Vingspegel är en term för den markanta teckningen på många änders armpennor som ofta har metallglans. Denna färgkombination kan ofta vara till hjälp när man identifierar en flygande and. 